# Uncle Waffles
Lungelihle Zwane, née le 30 mars 2000, utilisant professionnellement le pseudo d'Uncle Waffles, est une DJ et productrice de disques d'origine Swazi basée en Afrique du Sud. Elle est connue comme une des stars dans le style amapiano et par ses performances de danse. Son premier single, Tanzania, a atteint la première place en Afrique du Sud.

## Biographie
Lungelihle Zwane (son vrai nom) est née en mars 2000 et a grandi en Eswatini (anciennement Swaziland),. Elle est élevée par sa grand-mère pendant son enfance, puis retrouve sa mère à l'adolescence, avec laquelle elle a eu une relation tendue par la suite. Zwane grandit en écoutant de la musique house et kwaito sud-africaine d'artistes tels que Black Coffee, Lebo Mathosa et DJ Kent. 
Avant de connaître le succès en tant que DJ, Zwane est présentatrice de télévision sur Studio1 sur Eswatini TV, mais elle a été remplacée en janvier 2022 après avoir quitté l'émission. C'est là qu'elle a été initiée au métier de DJ. Elle s’installe ensuite en Afrique du Sud pour reprendre des études à l'université.
Après avoir remplacé un DJ dans une boîte de nuit de Soweto en octobre 2021, elle se fait connaître par une vidéo d'elle devenue virale,  dansant sur une chanson, Adiwele, de Young Stunna,,,,. Uncle Waffles sort ensuite son premier single Tanzania en mars 2022 en prévision de son premier extended play (EP), Red Dragon, qui sort le même mois. Le single est classé par Rolling Stone comme la huitième meilleure chanson afropop de 2022. Les critiques la décrivent comme une des stars de l'amapiano,. En avril 2022, Uncle Waffles entame sa toute première tournée au Royaume-Uni et en Irlande, , étroitement liée à une tournée amapiano.
Uncle Waffles sort son premier clip vidéo pour le titre Tanzania en septembre 2022. Elle se lance aussi dans une tournée de concerts aux États-Unis, puis en Australie. La publication britannique Mixmag salue Uncle Waffles comme l'une des meilleures DJ de l'année 2022 dans le monde.
Le deuxième EP d'Uncle Waffles, Asylum, sort en mars 2023. L'EP est certifié or par l'industrie du disque d'Afrique du Sud (Recording Industry of South Africa) une semaine après sa sortie. En avril 2023, elle devient la première musicienne amapiano à se produire au Coachella Festival. 
Uncle Waffles publie un nouvel EP, Solace, toujours en 2023,,.

## Discographie

### EP
- 2022 : Red Dragon, Kreativekornerr
- 2023 : Asylum, Kreativekornerr
- 2023 : Solace, Kreativekornerr